# Kampong Baroe
Kampong Baroe – miasto w dystrykcie Saramacca, w Surinamie. Według danych na rok 2012 miasto zamieszkiwało 2248 osób, a gęstość zaludnienia wyniosła 3,287 os./km².

## Klimat
Klimat jest tropikalny. Średnia temperatura wynosi 23°C. Najcieplejszym miesiącem jest październik (24°C), a najzimniejszym miesiącem jest luty (21°C). Średnie opady wynoszą 2492 milimetrów rocznie. Najbardziej wilgotnym miesiącem jest maj (404 milimetrów), a najbardziej suchym miesiącem jest wrzesień (86 milimetrów).